# Rapallo
Rapallo est une ville italienne d'environ 30 500 habitants, située dans la ville métropolitaine de Gênes, dans la région Ligurie, dans le nord-ouest de l'Italie.

## Histoire
De 1805 à 1814, Rapallo fit partie de l'arrondissement de Chiavari, dans le département des Apennins, créé le 6 juin 1805, dans le cadre de la nouvelle organisation administrative mise en place par Napoléon Ier en Italie et supprimé le 11 avril 1814, après la chute de l'Empire.
C'est à Rapallo que fut composée en 1901 l'ébauche de ce qui allait devenir la symphonie nº 2 de Sibelius.
Le 12 novembre 1920, le traité de Rapallo y fut signé.
Un autre traité y fut conclu, le 16 avril 1922, entre l'Allemagne et l'URSS, dans le but de normaliser leurs relations.

## Culture
Chaque année depuis 1985, la commune décerne le prix littéraire Rapallo-Carige avec le concours de la Banca Carige à une écrivaine de langue italienne.

## Monuments et patrimoine
- Le Sanctuaire Nostra Signora di Montallegro situé à 600 mètres d'altitude au-dessus de la ville (XVIe siècle).
- Le château de Rapallo, construit en bord de mer au XVIe siècle, classé monument national italien.

## Images

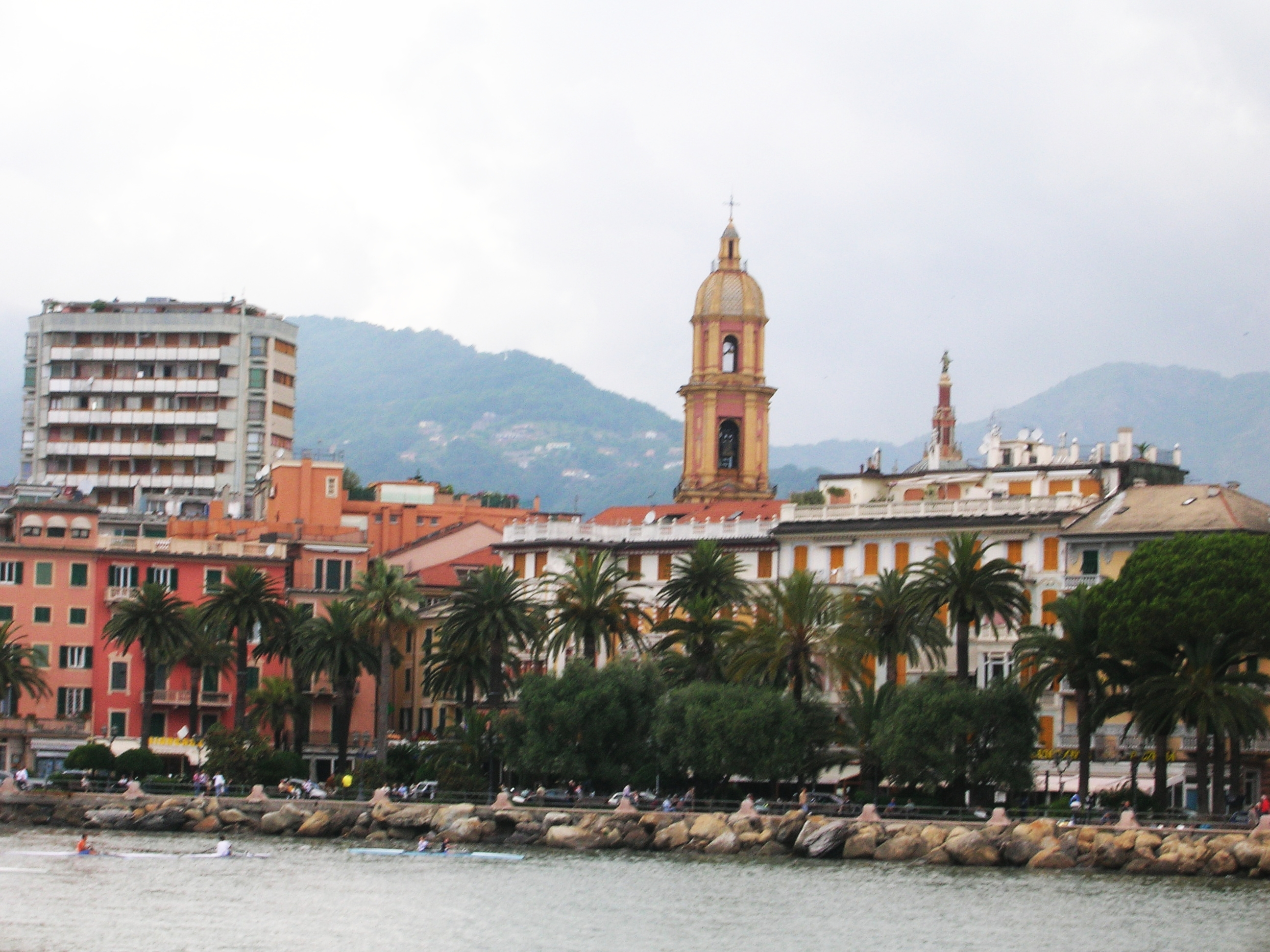
Vue.
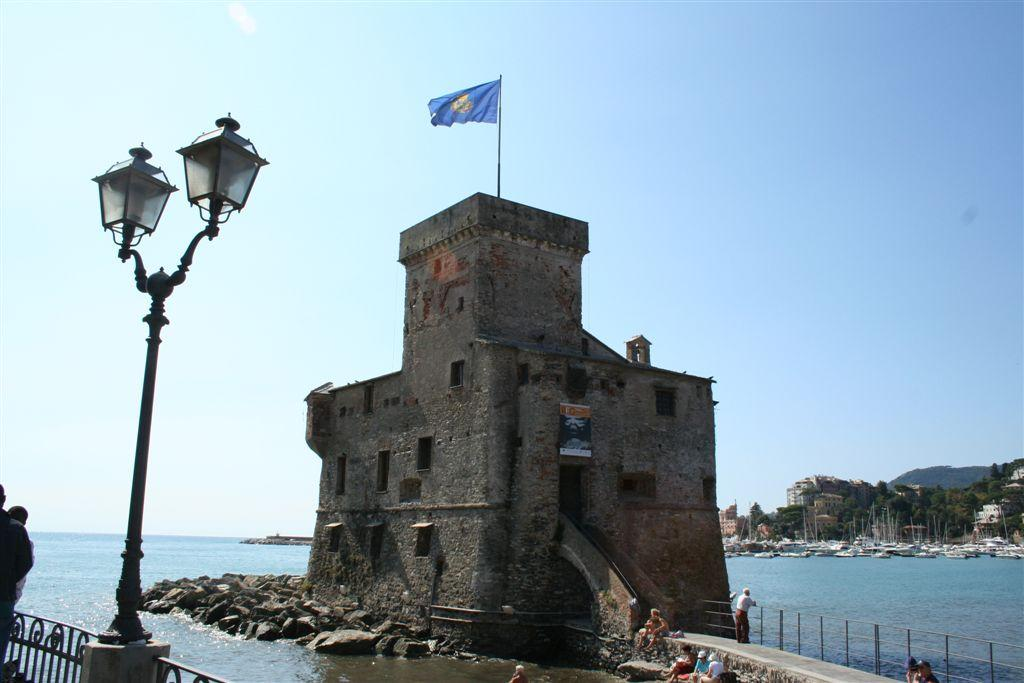
Château.
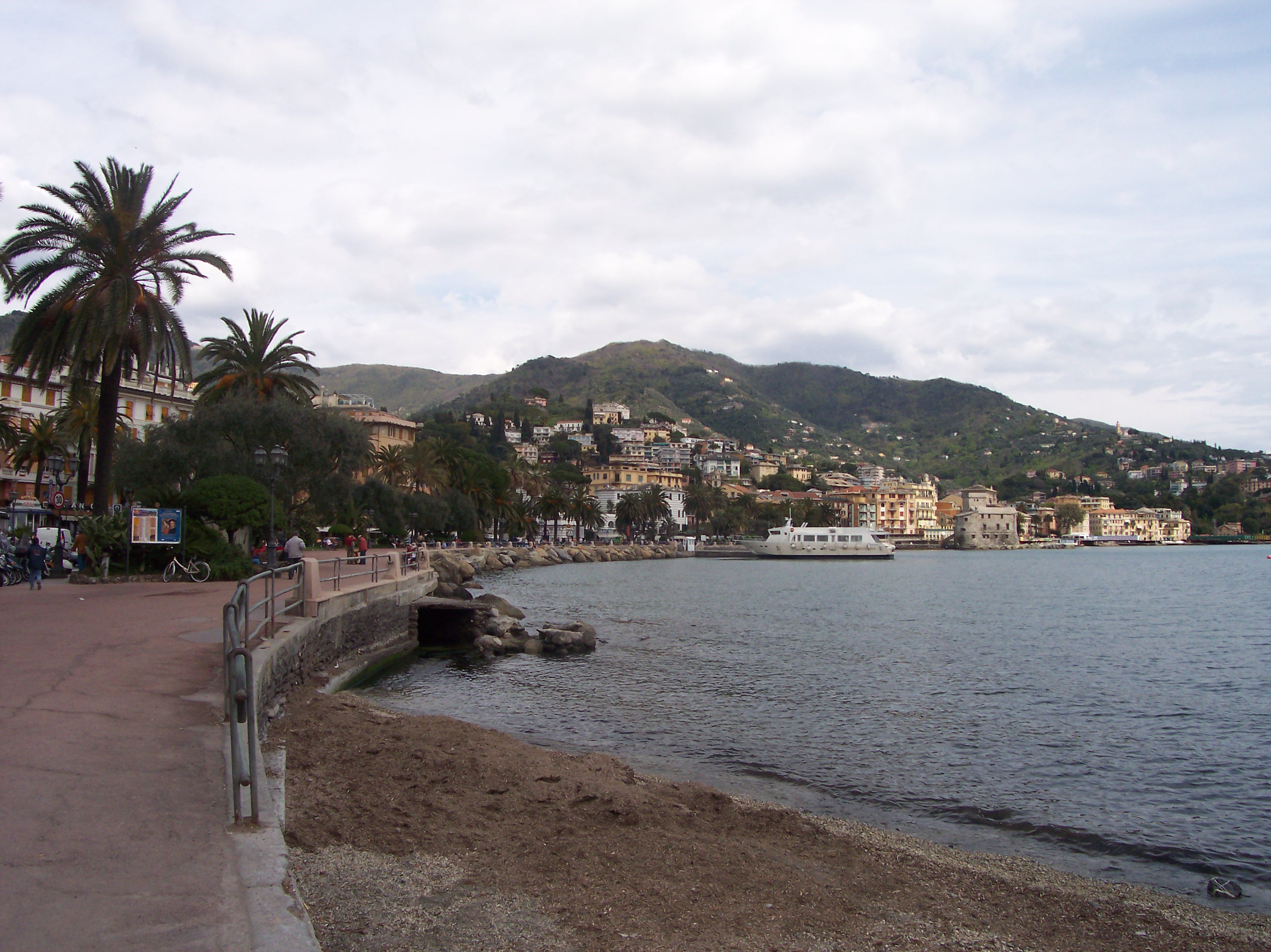
Front de mer.
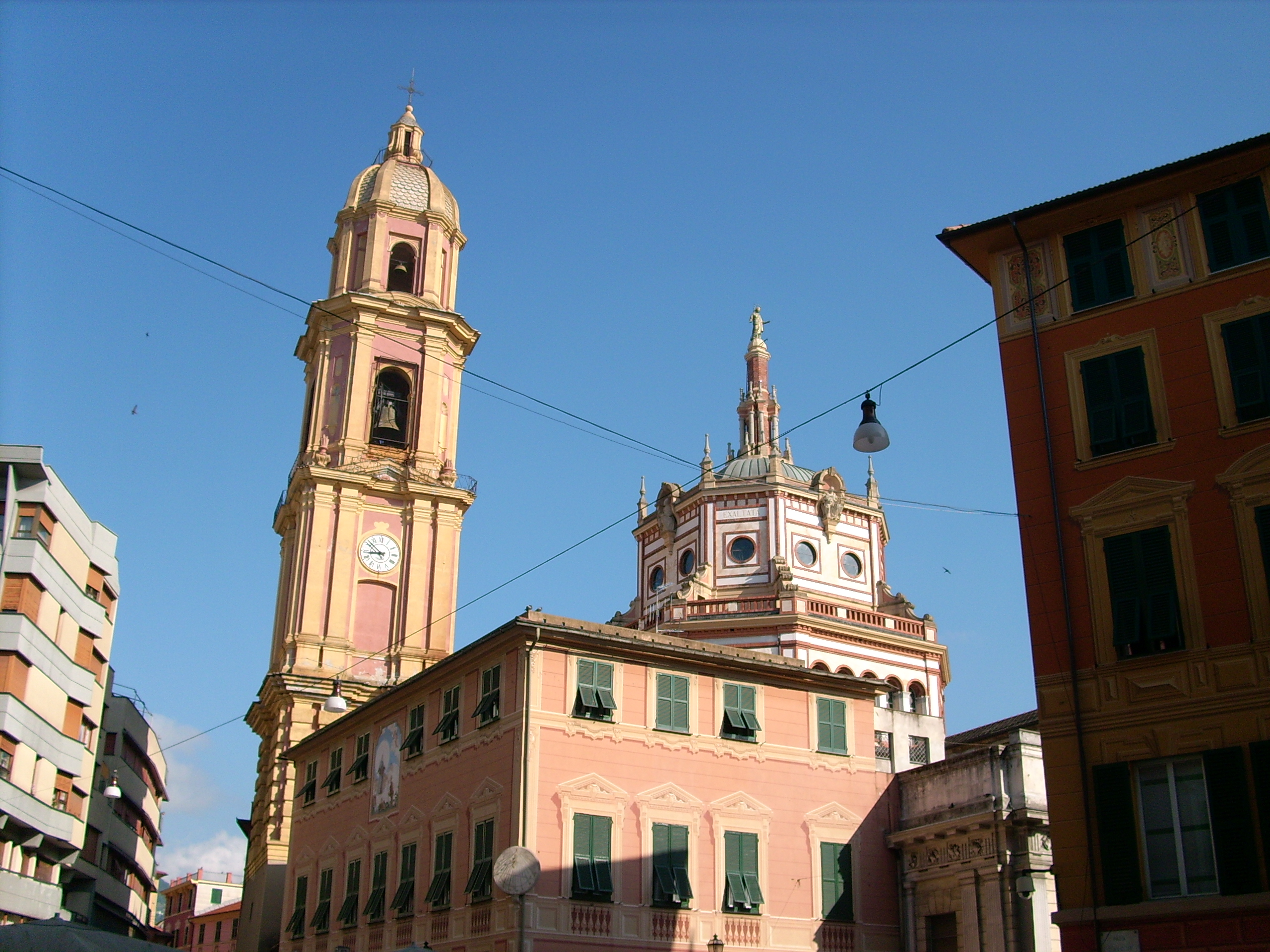
Basilique des Saints Nazario et Protazio.
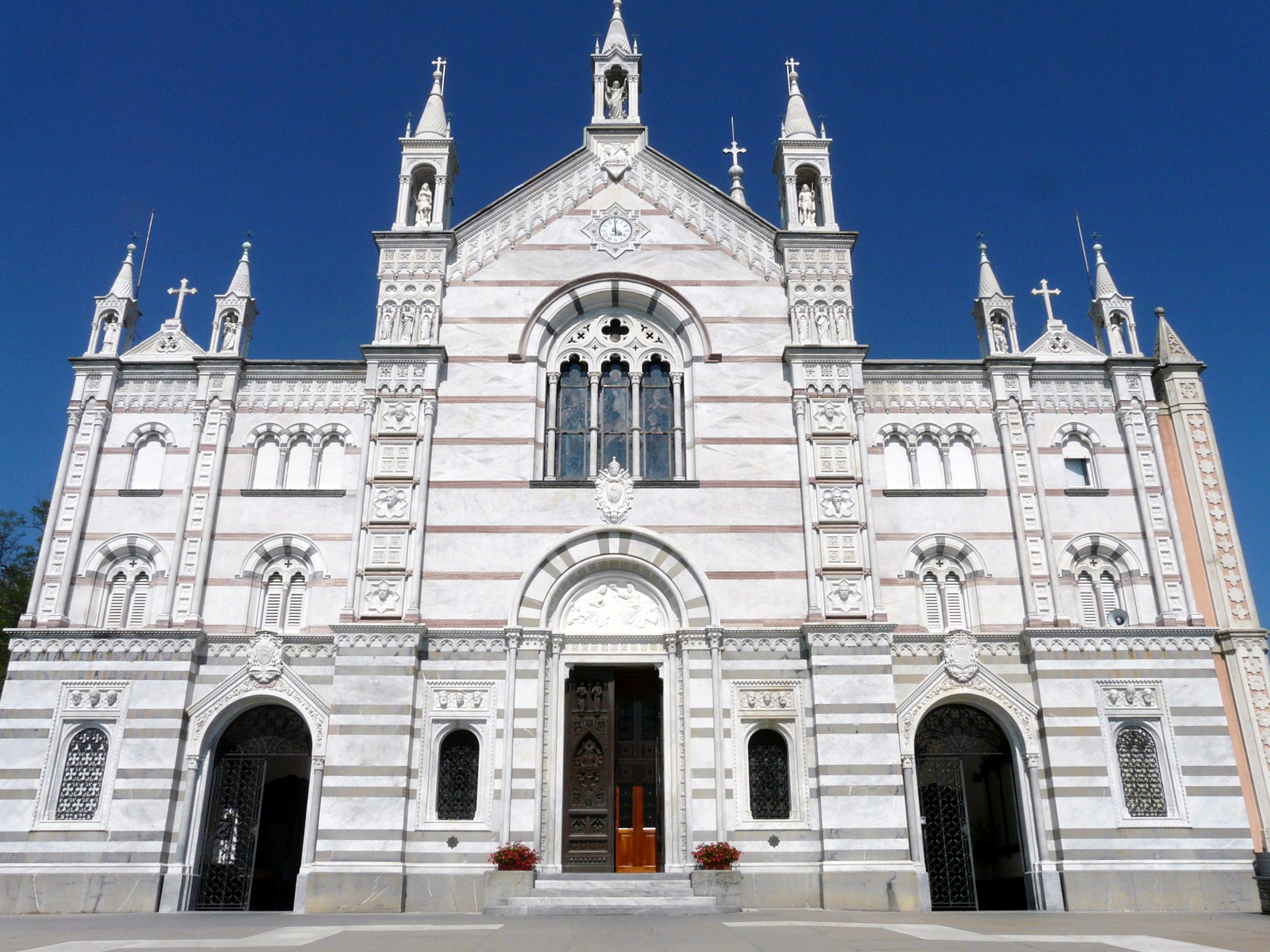
Sanctuaire Nostra Signora di Montallegro.

## Administration

### Hameaux
Santuario di Montallegro, Montepegli, San Martino di Noceto, San Massimo, San Maurizio di Monti, San Michele di Pagana, San Pietro di Novella, San Quirico d'Assereto, Santa Maria del Campo, Sant'Andrea di Foggia

### Communes limitrophes
Avegno, Camogli, Cicagna, Coreglia Ligure, Recco, San Colombano Certénoli, Santa Margherita Ligure, Tribogna, Zoagli

### Jumelage
- Iquique (Chili) depuis 2005

## Personnalités liées à Rapallo
- Anna Maria Brizio (1902-1982), historienne de l'art, y est décédée.
- Luciano Bottaro (1931–2006), dessinateur de bande dessinée
- Dorothy Gish, actrice américaine, y est décédée le 4 juin 1968
- Famille Brignole, antique famille patricienne de Gênes
- Jean de Vigo (v. 1450–1525), chirurgien, né à Rapallo
- Pasquale Costanzo (1948-), professeur italien de droit constitutionnel.
- Maurizio Felugo (1981-), joueur italien de water-polo
- Olga Villi (1922-1989), actrice, y est décédée.
- Giselda Castrini (it) (1945-), actrice, y est née.